# Erskine (Automarke)

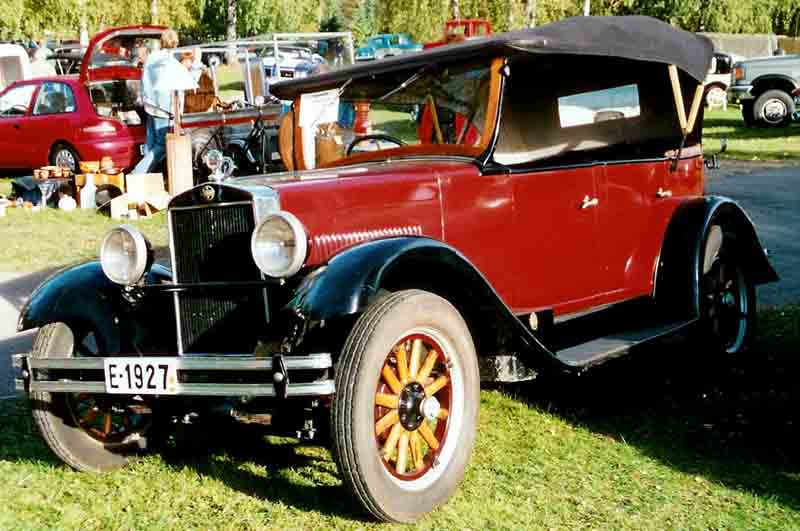
Erskine Modell 50 Touring (1927)

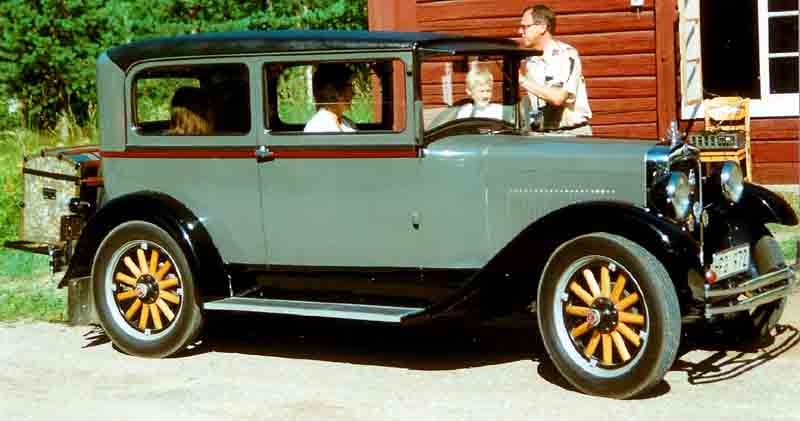
Erskine Modell 51 Limousine (1928)

Erskine war eine US-amerikanische Automobilmarke, die von der Studebaker Corporation in South Bend (Indiana) 1927 bis 1930 betrieben wurde. Die Marke war nach Albert Russel Erskine (1871–1933) benannt, der damals Vorstandsvorsitzender der Studebaker Corporation war.

## Geschichte
Während seines Vorsitzes hielt Erskine die Studebaker-Ingenieure dazu an, moderne Motoren zu entwickeln. Dadurch gewann Studebaker etliche Autorennen und konnte bei den teuren Automobilen mehr Marktanteile erringen. So konnte Studebaker den Kunden in den USA aber kein Einstiegsmodell mehr anbieten und Erskine, der immer von den kleineren europäischen Autos fasziniert war, sah ein Marktpotential in einem Kompaktwagen mit kurzem Radstand, besonders wenn er die Marktpräsenz Studebakers in Europa erweitern könnte.
Der Wagen wurde rechtzeitig zum Modelljahr 1927 eingeführt, war nach seinem Ideengeber benannt und wurde als „The Little Aristocrat“ verkauft. Damit der Erskine erschwinglich war, baute Studebaker Sechszylindermotoren und nicht die moderneren Studebaker-Triebwerke ein und legte den Verkaufspreis auf 995,– US$ fest. Der Karosserieentwurf stammte von Raymond Dietrich und das Design erwies sich als spektakulär und fand viel Beifall in der britischen und französischen Presse. Anfangs verkaufte sich der Wagen recht ordentlich. Aber ein Jahr später führte Ford sein Modell A zum Preis von 525,– US$ ein, was den Erskine um 470,– US$ unterbot.
Um hier Abhilfe zu schaffen, schlug die Marketing-Abteilung von Studebaker vor, den Erskine größer zu machen, und so verlängerte man den Radstand von 2743 mm auf 2896 mm. Damit war der Erskine kein Kompaktwagen mehr, sondern ähnelte eher seinen Studebaker-Gegenstücken. Daher ließ man die Marke Erskine im Mai 1930 wieder in der Marke Studebaker aufgehen. Weniger als ein Jahr später probierte Studebaker das gleiche noch einmal mit einer Marke namens Rockne.

## Albert R. Erskine
So stärkte Albert Erskine letztendlich Studebakers Automobil-Kerngeschäft und sorgte für den notwendigen technischen Fortschritt, der der Firma wahrscheinlich über die ersten Jahre der Depression half.
Aber Erskine erwirkte auch die Zahlung von Dividenden aus Studebakers Kapitalstock an die Aktionäre, als sich die Depression verschärfte; dies sorgte für einen Kursverfall und schwächte die Firma. Erskine hatte nicht nur die beiden erfolglosen Marken Erskine und Rockne geschaffen, sondern auch den Luxuswagenhersteller Pierce-Arrow während der Goldenen 1920er-Jahre zugekauft, den man dann an eine Investorengruppe verkaufen musste, um den Cash Flow zu verbessern.
Bevor er die Kontrolle über Studebaker verlor, beging Albert R. Erskine 1933 Selbstmord auf dem Versuchsgelände von Studebaker außerhalb von South Bend.

## Produktionszahlen
- 1927: 24.893 Stück
- 1928: 22.275 Stück
- 1929: 25.565 Stück
- 1930: 22.371 Stück